# Retablo de San Miguel (catedral de Astorga)

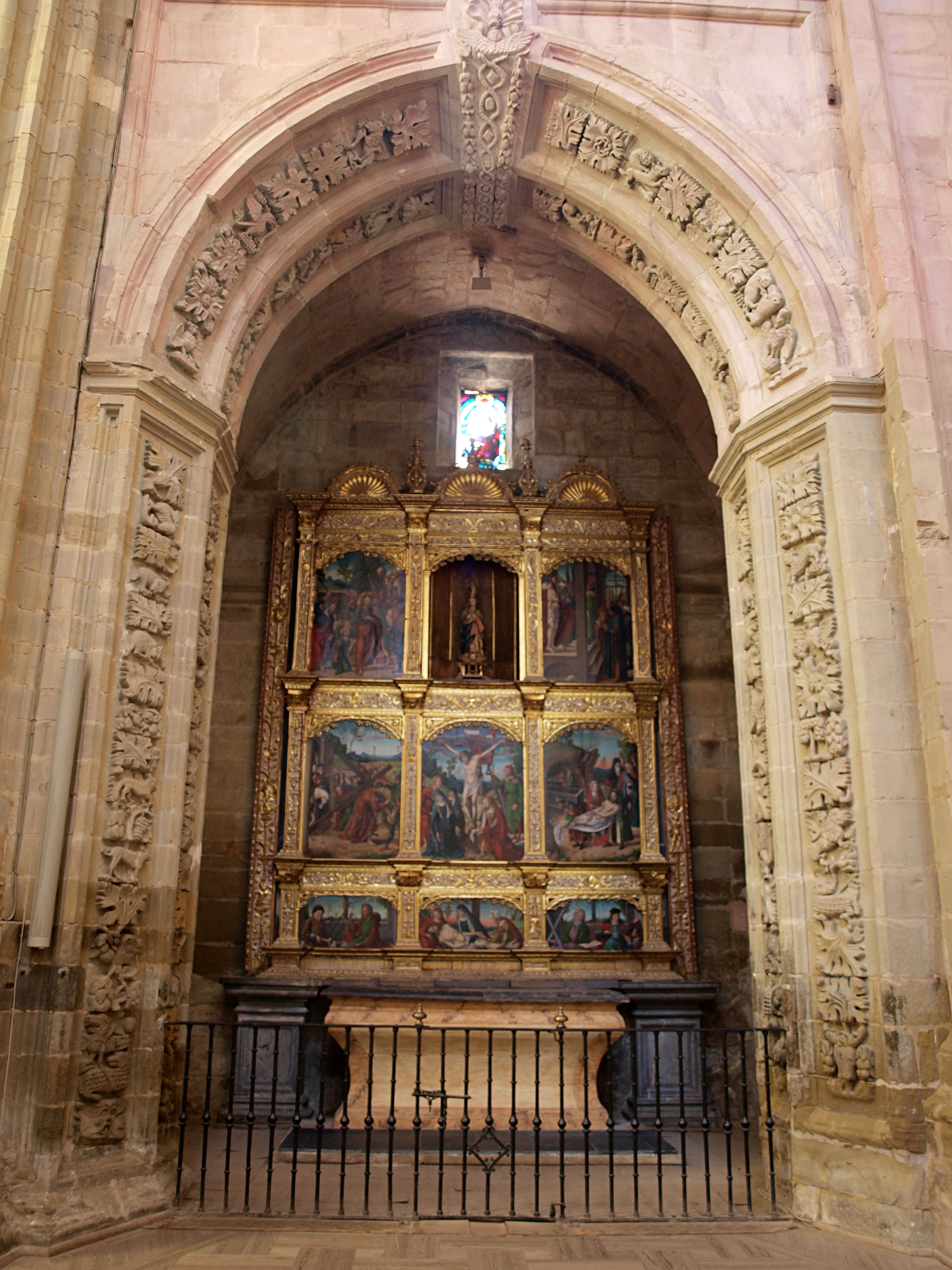
Retablo de San Miguel.

El retablo de San Miguel se hizo para la capilla del mismo nombre, en la catedral de Astorga. Capilla y retablo fueron una donación del mecenas Duarte Pérez, protonotario y canónigo de esta catedral, tal y como se informa en la inscripción que está a lo largo de la predela. 

Esta capilla dotó  el Sr. Duarte Pérez, protonotario y canónigo desta yglesia a servicio de Dios y de Santa María y del señor San Miguel arcángel e acabóse año 1530

Es un retablo renacentista, anónimo de 1530, pintado al óleo sobre tabla. Mide 4,37 x 3,58 x 0,25 m. Consta de banco y dos cuerpos divididos en tres calles. Su arquitectura tiene elementos del gótico (doseletes) y del plateresco (grutescos, medallones, veneras, etc.). La pintura de las tablas narra las escenas de la Pasión de Cristo. En el centro y en el segundo cuerpo se halla una escultura de la Virgen, ocupando el lugar donde estuvo una imagen del arcángel Miguel, titular del retablo.   

## Descripción del retablo
La traza arquitectónica es de estilo plateresco con decoración de grutescos, medallones, veneras y candelieri, aunque también presenta un pequeño recuerdo del estilo gótico en los doseletes. La distribución de cuerpos y calles está perfectamente limitada por columnas cuadradas con decoración a candelieri de talla lombarda y capiteles con ornamento vegetal además de los entablamentos y cornisas talladas y doradas. Las tablas pictóricas tienen  todas las características de las pinturas hispano-flamencas que se aprecian en la composición del tema, el colorido, los paisajes y otros muchos detalles. Según el profesor Manuel Gómez-Moreno, el autor debió pertenecer a la escuela de Juan de Borgoña. Otros críticos creen ver más la influencia de Juan de Flandes.

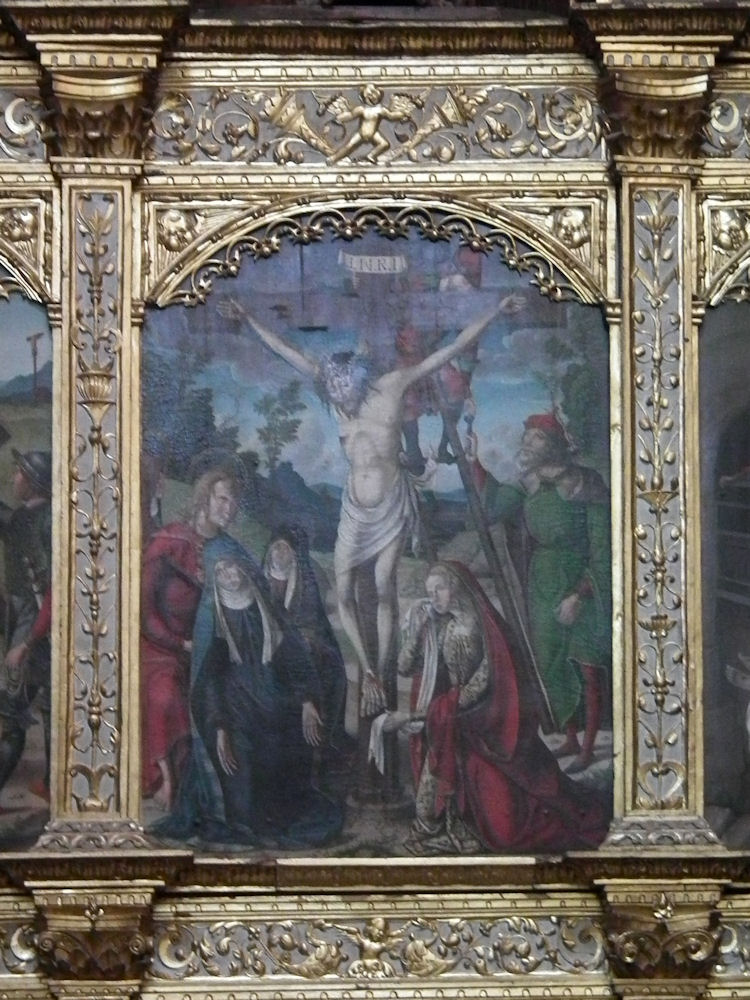
Detalle del retablo con la tabla que representa el Descendimiento.

La predela o banco  tiene en el centro el tema de la Piedad con cuatro personajes; a su derecha los santos Lorenzo y Santiago y a su izquierda Andrés y Martín en cuya efigie está retratado el donante. La narración de la Pasión de Cristo comienza en el segundo cuerpo, en la calle de la izquierda del espectador. Esta primera tabla muestra la escena del prendimiento con el detalle del beso de Judas y San Pedro rasgando la oreja con su espada a Malco (siervo o esclavo del Sumo Sacerdote). 
La segunda tabla, en la calle de la derecha, cuenta la escena del Ecce Homo, apoyándose en una arquitectura especial que muestra un ventanal a través del cual, a lo lejos, se ven las dos cruces de los dos ladrones a la espera de la tercera de Jesús. Es de destacar el detalle del aguamanil y la toalla en alusión a Pilatos, en un ángulo abajo a la izquierda.
El siguiente episodio es Jesús con la Cruz a cuestas, saliendo por la puerta de la muralla (apenas perceptible), cuyo paisaje muestra de nuevo a lo lejos el monte Calvario. A continuación, en el centro, la pintura representa el Descendimiento, con el detalle de José de Arimatea subido ya a la escalera. El último suceso se refiere al Santo Entierro de Jesús. El retablo culmina con tres veneras y dos jarrones entremedias.